# Championnat du monde senior de curling 2024
Navigation
Édition précédente Édition suivante
Le Championnat du monde senior de curling 2024 (nom officiel : World Senior Curling Championships) est le 21e championnat du monde senior de curling.

Il est organisé en Suède dans la ville de Östersund au Östersund Arena du 20 au 27 avril 2024.

L'événement s'est tenu conjointement avec le Championnat du monde double mixte de curling.

## Hommes

### Équipes
Composition des équipes:
| Australie | Belgique | Canada | Croatie |
| --- | --- | --- | --- |
| Capitaine : Geoff Davis 3e : David Imlah 2e : James Boyd 1er : Hamish Lorrain-Smith Remplaçant : Tim McMahon      | Capitaine : Stefan van Dijck 3e : Walter Verbueken 2e : Bart Palmans 1er : Jan de Swert Remplaçant : Jan Michiels              | Capitaine : Paul Flemming 3e : Peter Burgess 2e : Martin Gavin 1er : Kris Granchelli Remplaçant : Chris Ouellette | Capitaine : Alberto Skendrović 3e : Bojan Gabric 2e : Davor Džepina 1er : Saša Vidmar Remplaçant : Zvonimir Lovrić         |
| Tchéquie | Danemark | Angleterre | Estonie |
| Capitaine : David Šik 3e : Karel Hradec 2e : Marek Brožek 1er : Jiri Chobot Remplaçant : David Havlena            | Capitaine : Mikael Qvist 3e : Niels Siggaard Andersen 2e : Christian Thune 1er : Henrik Lander                                 | Capitaine : Guy Topping 3e : Peter Topping 2e : Peter Alexander 1er : Chris Kerr Remplaçant : John Brown          | Capitaine : Margus Tubalkain 3e : Valvo Vooremaa 2e : Tiit Kaart 1er : Tonis Turmann Remplaçant : Igor Dzendzeljuk         |
| Finlande | Allemagne | Hong Kong | Hongrie |
| 4e : Tomi Kirjonen 3e : Heikki Rauvola 2e : Ilkka Eivola Capitaine : Mika Kalpamä                                 | Capitaine : Andy Kapp 3e : Oliver Axnick 2e : Holger Höhne 1er : Andreas Kempf Remplaçant : Markus Messenzehl                  | Capitaine : Chun Ngok Wong 3e : Shek Chong Li 2e : Lai Chor Luk 1er : Hon Keung Chung                             | 4e : Peter Sardi Capitaine : Peter Besnicz 2e : Bela Jozsef Csillag 1er : Oliver Kerekes                                   |
| Irlande | Japon | Lettonie | Nouvelle-Zélande |
| Capitaine : Bill Gray 3e : David Whyte 2e : Neil Fyfe 1er : Ross Barr Remplaçant : Johnjo Kenny                   | Capitaine : Tamotsu Matsumura 3e : Seiji Yamamoto 2e : Takahito Tomiyasu 1er : Akira Otsuka                                    | Capitaine : Ansis Regza 3e : Janis Redlihs 2e : Aivars Purmalis 1er : Aivars Lacis                                | Capitaine : Peter Becker 3e : Richard Morgan 2e : Nelson Ede 1er : Murray Pitts Remplaçant : David Greer                   |
| Nigeria | Norvège | Philippines | Pologne |
| Capitaine : T.J. Cole 3e : Robert Brianne 2e : Charles Neimeth 1er : Damola Daniel Remplaçant : Chad Johnson      | Capitaine : Flemming Davanger 3e : Bent Ånund Ramsfjell 2e : Johan Høstmælingen 1er : Lars Vågberg Remplaçant : Espen de Lange | Capitaine : Jonathan Ochoco 3e : Peter Garbes 2e : Alastair Onglingswan 1er : Joselito Cruz                       | 4e : Rymwid Błaszczak Capitaine : Arkadiusz Detyniecki 2e : Leszek Molski 1er : Andrzej Smak Remplaçant : Piotr Idzikowski |
| Écosse | Suède | Suisse | États-Unis |
| Capitaine : Hammy McMillan 3e : Murray McWilliam 2e : John Agnew 1er : Gerald Baillie Remplaçant : Alistair Henry | Capitaine : Mats Wranå 3e : Mikael Hasselborg 2e : Anders Eriksson 1er : Gerry Wåhlin Remplaçant : Per Noréen                  | Capitaine : Christof Schwaller 3e : Dominic Andres 2e : Robert Hürlimann 1er : Christoph Kaiser                   | Capitaine : Mike Farbelow 3e : Rich Ruohonen 2e : Bill Stopera 1er : Darren Lehto                                          |
| Pays de Galles | | | |
| Capitaine : Andrew Tanner 3e : Richard Pougher 2e : Alistair Reid 1er : George Fyffe                              | | | |

### ClassementRound Robin
| Key | Key               |
| --- | ----------------- |
|     | Teams to Playoffs |

| Groupe A       | Skip               | W | L | V-D | DSC    |
| -------------- | ------------------ | - | - | --- | ------ |
| Canada         | Paul Flemming      | 6 | 0 | –   | 52.59  |
| Norvège        | Flemming Davanger  | 5 | 1 | –   | 29.74  |
| Finlande       | Mika Kalpamä       | 3 | 3 | 1–0 | 60.74  |
| Danemark       | Mikael Qvist       | 3 | 3 | 0–1 | 68.52  |
| Pays de Galles | Andrew Tanner      | 2 | 4 | 1–0 | 119.23 |
| Croatie        | Alberto Skendrović | 2 | 4 | 0–1 | 125.58 |
| Philippines    | Jonathan Ochoco    | 0 | 6 | –   | 78.18  |

| Groupe B         | Skip                 | W | L | V-D | DSC    |
| ---------------- | -------------------- | - | - | --- | ------ |
| Allemagne        | Andy Kapp            | 5 | 0 | –   | 40.50  |
| Écosse           | Hammy McMillan       | 3 | 2 | –   | 54.04  |
| Pologne          | Arkadiusz Detyniecki | 2 | 3 | 1–1 | 65.63  |
| Irlande          | Bill Gray            | 2 | 3 | 1–1 | 83.13  |
| Nouvelle-Zélande | Peter Becker         | 2 | 3 | 1–1 | 136.16 |
| Nigeria          | T. J. Cole           | 1 | 4 | –   | 137.66 |

| Groupe C   | Skip               | W | L | V-D | DSC    |
| ---------- | ------------------ | - | - | --- | ------ |
| Suisse     | Christof Schwaller | 5 | 0 | –   | 48.64  |
| États-Unis | Mike Farbelow      | 4 | 1 | –   | 46.27  |
| Belgique   | Stefan van Dijck   | 3 | 2 | –   | 86.12  |
| Lettonie   | Ansis Regža        | 2 | 3 | –   | 100.86 |
| Estonie    | Margus Tubalkain   | 1 | 4 | –   | 108.51 |
| Angleterre | Guy Topping        | 0 | 5 | –   | 89.49  |

| Groupe D  | Skip              | W | L | V-D | DSC    |
| --------- | ----------------- | - | - | --- | ------ |
| Suède     | Mats Wranå        | 5 | 0 | –   | 35.11  |
| Tchéquie  | David Šik         | 4 | 1 | –   | 55.00  |
| Hongrie   | Peter Besnicz     | 3 | 2 | –   | 92.58  |
| Japon     | Tamotsu Matsumura | 2 | 3 | –   | 104.16 |
| Australie | Geoff Davis       | 1 | 4 | –   | 86.27  |
| Hong Kong | Chun Ngok Wong    | 0 | 5 | –   | 126.60 |

### Phase finale

#### Tableau
|  | Quarts de finale | Quarts de finale |                  |                  | Demi-finales           | Demi-finales           |   |  | Finale           | Finale           |
|  | Quarts de finale | Quarts de finale |                  |                  | Demi-finales           | Demi-finales           |   |  | Finale           | Finale           |
|  |                  |                  |                  |                  |                        |                        |   |  |                  |                  |
|  | 26 avril à 13h   | 26 avril à 13h   |                  |                  | 26 avril à 19h         | 26 avril à 19h         |   |  | 27 avril à 1030h | 27 avril à 1030h |
|  | 26 avril à 13h   | 26 avril à 13h   |                  |                  | 26 avril à 19h         | 26 avril à 19h         |   |  | 27 avril à 1030h | 27 avril à 1030h |
|  | Suède            | 8                |                  |                  | 26 avril à 19h         | 26 avril à 19h         |   |  | 27 avril à 1030h | 27 avril à 1030h |
|  | Suède            | 8                |                  |                  | 26 avril à 19h         | 26 avril à 19h         |   |  | 27 avril à 1030h | 27 avril à 1030h |
|  | Tchéquie         | 4                |                  |                  | 26 avril à 19h         | 26 avril à 19h         |   |  | 27 avril à 1030h | 27 avril à 1030h |
|  | Tchéquie         | 4                | Suède            | 6                |                        |                        |   |  | 27 avril à 1030h | 27 avril à 1030h |
|  | 26 avril à 13h   |                  | Suède            | 6                |                        |                        |   |  | 27 avril à 1030h | 27 avril à 1030h |
|  |                  | Canada           | 9                |                  |                        |                        |   |  | 27 avril à 1030h | 27 avril à 1030h |
|  | Canada           | Canada           | 9                | 7                |                        |                        |   |  | 27 avril à 1030h | 27 avril à 1030h |
|  | Canada           |                  |                  | 7                |                        |                        |   |  | 27 avril à 1030h | 27 avril à 1030h |
|  | Norvège          | 2                |                  |                  |                        |                        |   |  | 27 avril à 1030h | 27 avril à 1030h |
|  | Norvège          | 2                | Canada           | 4                |                        |                        |   |  |                  |                  |
|  | 26 avril à 13h   |                  | Canada           | 4                |                        |                        |   |  |                  |                  |
|  |                  | États-Unis       | 3                |                  |                        |                        |   |  |                  |                  |
|  | Suisse           | États-Unis       | 3                | 7                |                        |                        |   |  |                  |                  |
|  | Suisse           | 26 avril à 19h   |                  | 7                |                        |                        |   |  |                  |                  |
|  | États-Unis       | 8                |                  |                  |                        |                        |   |  |                  |                  |
|  | États-Unis       | 8                | États-Unis       | 10               |                        |                        |   |  |                  |                  |
|  | 26 avril à 13h   | 26 avril à 13h   | États-Unis       | 10               | Match pour la 3e place | Match pour la 3e place |   |  |                  |                  |
|  | 26 avril à 13h   | 26 avril à 13h   |                  | Allemagne        | Match pour la 3e place | Match pour la 3e place | 4 |  |                  |                  |
|  | Allemagne        | 9                | 27 avril à 1030h | 27 avril à 1030h |                        |                        | 4 |  |                  |                  |
|  | Allemagne        | 9                | 27 avril à 1030h | 27 avril à 1030h |                        |                        |   |  |                  |                  |
|  | Écosse           | 4                |                  | Suède            | 11                     |                        |   |  |                  |                  |
|  | Écosse           | 4                |                  | Suède            | 11                     |                        |   |  |                  |                  |
|  |                  |                  |                  |                  |                        |                        |   |  | Allemagne        | 9                |
|  |                  |                  |                  |                  |                        |                        |   |  | Allemagne        | 9                |

#### Quarts de finale
| Équipes        | 1 | 2 | 3 | 4 | 5 | 6 | 7 | 8 | Total |
| -------------- | - | - | - | - | - | - | - | - | ----- |
| Suède (Wranå)  | 3 | 1 | 0 | 1 | 0 | 3 | 0 | X | 8     |
| Tchéquie (Šik) | 0 | 0 | 2 | 0 | 1 | 0 | 1 | X | 4     |

| Équipes            | 1 | 2 | 3 | 4 | 5 | 6 | 7 | 8 | Total |
| ------------------ | - | - | - | - | - | - | - | - | ----- |
| Canada (Flemming)  | 1 | 0 | 1 | 0 | 0 | 2 | 3 | X | 7     |
| Norvège (Davanger) | 0 | 1 | 0 | 1 | 0 | 0 | 0 | X | 2     |

| Équipes               | 1 | 2 | 3 | 4 | 5 | 6 | 7 | 8 | Total |
| --------------------- | - | - | - | - | - | - | - | - | ----- |
| Suisse (Schwaller)    | 0 | 3 | 0 | 2 | 0 | 0 | 2 | 0 | 7     |
| États-Unis (Farbelow) | 3 | 0 | 2 | 0 | 1 | 1 | 0 | 1 | 8     |

| Équipes           | 1 | 2 | 3 | 4 | 5 | 6 | 7 | 8 | Total |
| ----------------- | - | - | - | - | - | - | - | - | ----- |
| Allemagne (Kapp)  | 0 | 2 | 0 | 2 | 0 | 5 | X | X | 9     |
| Écosse (McMillan) | 0 | 0 | 2 | 0 | 2 | 0 | X | X | 4     |

#### Demi-finales
| Équipes           | 1 | 2 | 3 | 4 | 5 | 6 | 7 | 8 | 9 | Total |
| ----------------- | - | - | - | - | - | - | - | - | - | ----- |
| Suède (Wranå)     | 1 | 0 | 2 | 0 | 1 | 0 | 0 | 2 | 0 | 6     |
| Canada (Flemming) | 0 | 2 | 0 | 1 | 0 | 2 | 1 | 0 | 3 | 9     |

| Équipes               | 1 | 2 | 3 | 4 | 5 | 6 | 7 | 8 | Total |
| --------------------- | - | - | - | - | - | - | - | - | ----- |
| États-Unis (Farbelow) | 2 | 1 | 2 | 0 | 3 | 0 | 2 | X | 10    |
| Allemagne (Kapp)      | 0 | 0 | 0 | 2 | 0 | 2 | 0 | X | 4     |

#### Troisième place
| Équipes          | 1 | 2 | 3 | 4 | 5 | 6 | 7 | 8 | Total |
| ---------------- | - | - | - | - | - | - | - | - | ----- |
| Suède (Wranå)    | 0 | 5 | 0 | 2 | 0 | 1 | 0 | 3 | 11    |
| Allemagne (Kapp) | 4 | 0 | 2 | 0 | 2 | 0 | 1 | 0 | 9     |

#### Finale
| Équipes               | 1 | 2 | 3 | 4 | 5 | 6 | 7 | 8 | Total |
| --------------------- | - | - | - | - | - | - | - | - | ----- |
| Canada (Flemming)     | 1 | 0 | 0 | 2 | 0 | 0 | 0 | 1 | 4     |
| États-Unis (Farbelow) | 0 | 1 | 0 | 0 | 2 | 0 | 0 | 0 | 3     |

## Femmes

### Èquipes
Composition des équipes:
| Australie | Canada | Tchéquie | Danemark |
| --- | --- | --- | --- |
| Capitaine : Kim Forge 3e : Lynette Gill 2e : Kim Irvine 1er : Adrienne Kennedy                                                         | Capitaine : Susan Froud 3e : Kerry Lackie 2e : Kristin Turcotte 1er : Julie McMullin Remplaçant : Jo-Ann Rizzo     | Capitaine : Jana Berankova 3e : Tereza Lostakova 2e : Vlasta Sikyrova 1er : Irena Polivkova                            | 4e : Trine Qvist 3e : Anni Gustavussen 2e : Gitte Sølvsten Capitaine : Linette Henningsen Remplaçant : Lene Solberg                |
| Angleterre | Estonie | Finlande | Hong Kong |
| Capitaine : Manon Harsch 3e : Angela Wilcox 2e : Helen Forbes 1er : Deborah Higgins                                                    | Capitaine : Margit Peebo 3e : Kuellike Ustav 2e : Kai Tomingas 1er : Piret Grossthal Remplaçant : Katrin Kaare     | Capitaine : Tiina Julkunen 3e : Laura Kitti 2e : Kirsi Pärma 1er : Nina Pollanen Remplaçant : Riikka Louhivuori        | Capitaine : Ling-Yue Hung 3e : Grace Bugg 2e : May Yam 1er : Arena McCullough                                                      |
| Irlande | Japon | Lettonie | Lituanie |
| Capitaine : Dale Sinclair 3e : Bernie Gillett 2e : Nina Clancy 1er : Louise Kerr                                                       | Capitaine : Miyako Yoshimura 3e : Misako Den 2e : Hiromi Takizawa 1er : Makiko Uehara Remplaçant : Tamami Horiuchi | Capitaine : Elena Kapostina 3e : Dace Zile 2e : Gunta Millere 1er : Aija Rudzite                                       | Capitaine : Virginija Paulauskaitė 3e : Rasa Jasaitiene 2e : Jolanta Sulinskiene 1er : Gaiva Valatkiene Remplaçant : Egle Cepulyte |
| Nouvelle-Zélande | Norvège | Écosse | Suède |
| Capitaine : Joanna Olszewski 3e : Elizabeth Matthews 2e : Sandra Thomas 1er : Merran Anderson Remplaçant : Pauline Farra               | 4e : Beate Ruden Capitaine : Ellen Storvik 2e : Randi Tørrisen 1er : Grethe Brenna                                 | Capitaine : Karen Kennedy 3e : Gail Thomson 2e : Alison Cunningham 1er : Gillian King Remplaçant : Margaret Richardson | Capitaine : Anette Norberg 3e : Cathrine Lindahl 2e : Susanne Patz 1er : Anna Klange-Wikström Remplaçant : Helene Lyxell           |
| Suisse | États-Unis | | |
| Capitaine : Daniela Ruetschi-Schlegel 3e : Caroline Dryburgh 2e : Corinne Anneler 1er : Janine Bianchetti Remplaçant : Laurence Bidaud | Capitaine : Angela Montgomery 3e : Susan Dukes 2e : Stephanie Erstad 1er : Anne Gravel Remplaçant : Kathy Pielage  | | |

### ClassementRound Robin
| Key | Key               |
| --- | ----------------- |
|     | Teams to Playoffs |

| Groupe A | Skip                   | W | L | V-D | DSC    |
| -------- | ---------------------- | - | - | --- | ------ |
| Canada   | Susan Froud            | 5 | 0 | –   | 74.02  |
| Lituanie | Virginija Paulauskaitė | 4 | 1 | –   | 80.46  |
| Japon    | Miyako Yoshimura       | 2 | 3 | 1–0 | 62.42  |
| Tchéquie | Jana Berankova         | 2 | 3 | 0–1 | 108.29 |
| Norvège  | Ellen Storvik          | 1 | 4 | 1–0 | 71.12  |
| Finlande | Tiina Julkunen         | 1 | 4 | 0–1 | 132.18 |

| Groupe B  | Skip                      | W | L | V-D | DSC    |
| --------- | ------------------------- | - | - | --- | ------ |
| Suède     | Anette Norberg            | 5 | 0 | –   | 61.34  |
| Lettonie  | Elena Kapostina           | 3 | 2 | 1–0 | 82.51  |
| Suisse    | Daniela Ruetschi-Schlegel | 3 | 2 | 0–1 | 78.83  |
| Hong Kong | Ling-Yue Hung             | 2 | 3 | 1–0 | 96.12  |
| Irlande   | Dale Sinclair             | 2 | 3 | 0–1 | 106.34 |
| Estonie   | Margit Peebo              | 0 | 5 | –   | 85.79  |

| Groupe C         | Skip               | W | L | V-D | DSC    |
| ---------------- | ------------------ | - | - | --- | ------ |
| Écosse           | Karen Kennedy      | 5 | 0 | –   | 61.56  |
| Angleterre       | Manon Harsch       | 4 | 1 | –   | 72.78  |
| États-Unis       | Angela Montgomery  | 3 | 2 | –   | 82.57  |
| Nouvelle-Zélande | Joanna Olszewski   | 1 | 4 | 1–1 | 111.56 |
| Australie        | Kim Forge          | 1 | 4 | 1–1 | 124.17 |
| Danemark         | Linette Henningsen | 1 | 4 | 1–1 | 164.51 |

### Phase finale

#### Tableau
|  | Quarts de finale | Quarts de finale |                  |                  | Demi-finales           | Demi-finales           |   |  | Finale           | Finale           |
|  | Quarts de finale | Quarts de finale |                  |                  | Demi-finales           | Demi-finales           |   |  | Finale           | Finale           |
|  |                  |                  |                  |                  |                        |                        |   |  |                  |                  |
|  | 25 avril à 19h   | 25 avril à 19h   |                  |                  | 26 avril à 19h         | 26 avril à 19h         |   |  | 27 avril à 1030h | 27 avril à 1030h |
|  | 25 avril à 19h   | 25 avril à 19h   |                  |                  | 26 avril à 19h         | 26 avril à 19h         |   |  | 27 avril à 1030h | 27 avril à 1030h |
|  | Suède            | 7                |                  |                  | 26 avril à 19h         | 26 avril à 19h         |   |  | 27 avril à 1030h | 27 avril à 1030h |
|  | Suède            | 7                |                  |                  | 26 avril à 19h         | 26 avril à 19h         |   |  | 27 avril à 1030h | 27 avril à 1030h |
|  | Suisse           | 8                |                  |                  | 26 avril à 19h         | 26 avril à 19h         |   |  | 27 avril à 1030h | 27 avril à 1030h |
|  | Suisse           | 8                | Suisse           | 2                |                        |                        |   |  | 27 avril à 1030h | 27 avril à 1030h |
|  | 25 avril à 19h   |                  | Suisse           | 2                |                        |                        |   |  | 27 avril à 1030h | 27 avril à 1030h |
|  |                  | Lituanie         | 5                |                  |                        |                        |   |  | 27 avril à 1030h | 27 avril à 1030h |
|  | Angleterre       | Lituanie         | 5                | 1                |                        |                        |   |  | 27 avril à 1030h | 27 avril à 1030h |
|  | Angleterre       |                  |                  | 1                |                        |                        |   |  | 27 avril à 1030h | 27 avril à 1030h |
|  | Lituanie         | 11               |                  |                  |                        |                        |   |  | 27 avril à 1030h | 27 avril à 1030h |
|  | Lituanie         | 11               | Lituanie         | 3                |                        |                        |   |  |                  |                  |
|  | 25 avril à 19h   |                  | Lituanie         | 3                |                        |                        |   |  |                  |                  |
|  |                  | Canada           | 7                |                  |                        |                        |   |  |                  |                  |
|  | Canada           | Canada           | 7                | 12               |                        |                        |   |  |                  |                  |
|  | Canada           | 26 avril à 19h   |                  | 12               |                        |                        |   |  |                  |                  |
|  | Lettonie         | 0                |                  |                  |                        |                        |   |  |                  |                  |
|  | Lettonie         | 0                | Canada           | 10               |                        |                        |   |  |                  |                  |
|  | 25 avril à 19h   | 25 avril à 19h   | Canada           | 10               | Match pour la 3e place | Match pour la 3e place |   |  |                  |                  |
|  | 25 avril à 19h   | 25 avril à 19h   |                  | Écosse           | Match pour la 3e place | Match pour la 3e place | 2 |  |                  |                  |
|  | Écosse           | 5                | 27 avril à 1030h | 27 avril à 1030h |                        |                        | 2 |  |                  |                  |
|  | Écosse           | 5                | 27 avril à 1030h | 27 avril à 1030h |                        |                        |   |  |                  |                  |
|  | Japon            | 4                |                  | Suisse           | 3                      |                        |   |  |                  |                  |
|  | Japon            | 4                |                  | Suisse           | 3                      |                        |   |  |                  |                  |
|  |                  |                  |                  |                  |                        |                        |   |  | Écosse           | 6                |
|  |                  |                  |                  |                  |                        |                        |   |  | Écosse           | 6                |

#### Quarts de finale
| Équipes                    | 1 | 2 | 3 | 4 | 5 | 6 | 7 | 8 | Total |
| -------------------------- | - | - | - | - | - | - | - | - | ----- |
| Suède (Norberg)            | 0 | 2 | 0 | 2 | 0 | 2 | 0 | 1 | 7     |
| Suisse (Ruetschi-Schlegel) | 1 | 0 | 2 | 0 | 3 | 0 | 2 | 0 | 8     |

| Équipes                 | 1 | 2 | 3 | 4 | 5 | 6 | 7 | 8 | Total |
| ----------------------- | - | - | - | - | - | - | - | - | ----- |
| Angleterre (Harsch)     | 1 | 0 | 0 | 0 | 0 | 0 | X | X | 1     |
| Lituanie (Paulauskaitė) | 0 | 5 | 1 | 1 | 2 | 2 | X | X | 11    |

| Équipes              | 1 | 2 | 3 | 4 | 5 | 6 | 7 | 8 | Total |
| -------------------- | - | - | - | - | - | - | - | - | ----- |
| Canada (Froud)       | 2 | 1 | 2 | 2 | 4 | 1 | X | X | 12    |
| Lettonie (Kapostina) | 0 | 0 | 0 | 0 | 0 | 0 | X | X | 0     |

| Équipes           | 1 | 2 | 3 | 4 | 5 | 6 | 7 | 8 | Total |
| ----------------- | - | - | - | - | - | - | - | - | ----- |
| Écosse (Kennedy)  | 1 | 0 | 0 | 1 | 0 | 0 | 2 | 1 | 5     |
| Japon (Yoshimura) | 0 | 3 | 0 | 0 | 1 | 0 | 0 | 0 | 4     |

#### Demi-finales
| Équipes                    | 1 | 2 | 3 | 4 | 5 | 6 | 7 | 8 | Total |
| -------------------------- | - | - | - | - | - | - | - | - | ----- |
| Suisse (Ruetschi-Schlegel) | 0 | 1 | 0 | 0 | 0 | 0 | 1 | 0 | 2     |
| Lituanie (Paulauskaitė)    | 2 | 0 | 0 | 0 | 2 | 0 | 0 | 1 | 5     |

| Équipes          | 1 | 2 | 3 | 4 | 5 | 6 | 7 | 8 | Total |
| ---------------- | - | - | - | - | - | - | - | - | ----- |
| Canada (Froud)   | 0 | 4 | 0 | 2 | 1 | 0 | 3 | X | 10    |
| Écosse (Kennedy) | 0 | 0 | 2 | 0 | 0 | 1 | 0 | X | 2     |

#### Troisième place
| Équipes                    | 1 | 2 | 3 | 4 | 5 | 6 | 7 | 8 | Total |
| -------------------------- | - | - | - | - | - | - | - | - | ----- |
| Suisse (Ruetschi-Schlegel) | 1 | 0 | 1 | 0 | 0 | 0 | 1 | X | 3     |
| Écosse (Kennedy)           | 0 | 3 | 0 | 1 | 1 | 1 | 0 | X | 6     |

#### Finale
| Équipes                 | 1 | 2 | 3 | 4 | 5 | 6 | 7 | 8 | Total |
| ----------------------- | - | - | - | - | - | - | - | - | ----- |
| Lituanie (Paulauskaitė) | 1 | 0 | 0 | 0 | 0 | 2 | 0 | X | 3     |
| Canada (Froud)          | 0 | 2 | 2 | 0 | 2 | 0 | 1 | X | 7     |